# Santa-Cruz-Klasse (1972)
Die als Santa-Cruz-Klasse bezeichnete Schiffsklasse ist eine Baureihe von zwei Motorschiffen der Reederei Hamburg Süd. Die Schnellfrachter-Serie stellt deren letzten Entwurf eines herkömmlichen Stückgutschiffs vor der darauffolgenden Umstellung der Reederei auf Containerschiffe dar.

## Geschichte
Die Baureihe dieses von den Lübecker Flender-Werken gebauten Schiffstyps umfasste zwei Einheiten, die 1969 bestellt wurden. Das erste Schiff der Klasse war die am 23. Dezember 1971 zu Wasser gelassene und am 25. Februar 1972  abgelieferte Santa Cruz. Die Santa Fé wurde am 15. Januar 1972 vom Stapel gelassen und 5. Mai desselben Jahres in Dienst gestellt.
Durch die beiden Schnellfrachter, die mit ihrer hohen Geschwindigkeit von 18,5 Knoten eine erhebliche Verkürzung der Reisedauer ermöglichten, erhoffte sich die Hamburg Süd, ebenfalls eine Verbesserung der Wirtschaftlichkeit für den noch nicht containerisierten Liniendienst nach Südbrasilien zu erreichen. Als die Planungen zur Santa-Cruz-Klasse 1969 abgeschlossen waren, wurde der Wandel der Langstreckenlinienverkehre durch die Einführung des Containers deutlich und schon zu Baubeginn der Schiffe, betrieb die Reederei die Umstellung ihrer Liniendienste auf den Container, es war jedoch absehbar, dass der Liniendienst nach Südamerika auch auf absehbare Zeit noch nicht umgestellt werden würde.
Eingesetzt wurden die neuen Schiffe auf 65-Tage-Rundreisen von Hamburg und Bremen nach Río de Janeiro, Santos, Itajai, Paranagua und bei Bedarf auch weiteren südamerikanischen Ostküstenhäfen.
Spätestens seit Ende der 1970er Jahre begann sich der Container auch im Südamerikadienst zu etablieren. Die Umwandlung der Hamburg Süd zur Containerlinienreederei wurde weiter vorangetrieben. Die Santa Cruz wurde 1978 für 16 Monate als Lloyd Melbourne für den Brasilien-Australien-Dienst der Reederei Lloyd Brasileiro verchartert. 1980 wurden beiden Schiffe der Santa Cruz-Klasse wurden nach Singapur verkauft, aber für drei Jahre zurückgechartert.
Die Santa Cruz fuhr anschließend erst drei Jahre als Turtle Bay und ab 1986 als Unipuna für den Europadienst der peruanischen Uniline. Im November 1994 erreichte das Schiff zum Abbruch das indische Alang.
Die Santa Fé wurde nach ihrer Dienstzeit bei der Hamburg Süd noch weitere drei Jahre betrieben und schon 1986, nach nur 14 Jahren Fahrzeit, in Kaohsiung verschrottet.

## Technik
Herausstechendste Merkmale waren, neben der außergewöhnlich platzsparend angeordneten und sehr leistungsfähigen Zweimotoren-Antriebsanlage, die für den teilweise wachfreien Betrieb des Schiffes ausgelegt worden war, die vielseitigen Ladungseinrichtungen. So waren die Schiffe mit 13 herkömmlichen Ladebäumen und drei Bordränen ausgestattet. Außerdem waren alle Schiffe mit einem 80-Tonnen-Ladegeschirr der Flender-Werke zur Übernahme von Schwergut ausgerüstet. Weitere Ladungseinrichtungen der Sieben-Luken-Schiffe waren die Kühlladeräume mit einem Fassungsvermögen von 1800 Kubikmetern und die Ladetanks für 1200 Tonnen Süßöl- oder Chemikalienladung.
Bemerkenswert, auch im optischen Sinn, ist die Ausstattung aller Schiffe der Serie, mit einem Wulstbug und einem Spiegelheck.
Die beiden Schiffe waren zusätzlich mit Ausbildungseinrichtungen und Unterbringungsmöglichkeiten zur Ausbildung von 14 Kadetten ausgerüstet.